# Isola de sa Scruidda
L'isola de sa Scruidda è un'isola dell'Italia, in Sardegna.